# Qunu
Qunu è un piccolo villaggio rurale del Sudafrica, situato nella provincia del Capo Orientale. 

Il nome del villaggio ha una particolare pronuncia: nell'alfabeto con cui si scrive la lingua xhosa, la q indica un clic postalveolare e non una occlusiva velare sorda come nella lingua italiana.